# Élections municipales de 2009 dans Lanaudière
Les élections municipales québécoises de 2009 se déroulent le 1er novembre 2009. Elles permettent d'élire les maires et les conseillers de chacune des municipalités locales du Québec, ainsi que les préfets de quelques municipalités régionales de comté.

## Lanaudière

### Berthierville
| Candidats pour la mairie       | Vote | %    |
| ------------------------------ | ---- | ---- |
| Bernard Grégoire               | 847  | 52,7 |
| André R. Laporte               | 760  | 47,3 |
| Taux de participation : 48,8 % |      |      |

### Charlemagne
| Partis | Partis             | Candidats pour la mairie  | Vote            | %               |
| ------ | ------------------ | ------------------------- | --------------- | --------------- |
|        | Équipe Charlemagne | Normand Grenier (Sortant) | Sans opposition | Sans opposition |

### Chertsey
| Partis | Partis          | Candidats pour la mairie | Vote            | %               |
| ------ | --------------- | ------------------------ | --------------- | --------------- |
|        | Équipe Chertsey | Jocelyn Gravel (Sortant) | Sans opposition | Sans opposition |

### Crabtree
| Candidats pour la mairie | Vote            | %               |
| ------------------------ | --------------- | --------------- |
| Denis Laporte (Sortant)  | Sans opposition | Sans opposition |

### Entrelacs
| Partis                         | Partis        | Candidats pour la mairie | Vote | %    |
| ------------------------------ | ------------- | ------------------------ | ---- | ---- |
|                                | Équipe Impact | Sylvain Breton           | 460  | 75,0 |
|                                | Indépendant   | Marjolaine Bouchard      | 153  | 25,0 |
| Taux de participation : 60,8 % |               |                          |      |      |

### Joliette
| Partis                         | Partis                               | Candidats pour la mairie | Vote  | %    |
| ------------------------------ | ------------------------------------ | ------------------------ | ----- | ---- |
|                                | Action Joliette - Équipe René Laurin | René Laurin (Sortant)    | 3 425 | 75,2 |
|                                | Indépendant                          | Bernard Gagnon           | 1 127 | 24,8 |
| Taux de participation : 30,6 % |                                      |                          |       |      |

### L'Assomption
| Partis                         | Partis                                 | Candidats pour la mairie | Vote  | %    |
| ------------------------------ | -------------------------------------- | ------------------------ | ----- | ---- |
|                                | Pour vous, l'équipe Francoeur          | Louise T. Francoeur      | 2 711 | 43,9 |
|                                | L'Assomption en tête - équipe Raynault | Jacques Raynault         | 2 013 | 32,6 |
|                                | Équipe Pierre Gour                     | Pierre Gour (Sortant)    | 1 451 | 23,5 |
| Taux de participation : 44,2 % |                                        |                          |       |      |

### L'Épiphanie (paroisse)
| Candidats pour la mairie | Vote            | %               |
| ------------------------ | --------------- | --------------- |
| Denis Lévesque           | Sans opposition | Sans opposition |

### L'Épiphanie (ville)
| Candidats pour la mairie    | Vote            | %               |
| --------------------------- | --------------- | --------------- |
| Benoît Verstraete (Sortant) | Sans opposition | Sans opposition |

### La Visitation-de-l'Île-Dupas
| Candidats pour la mairie | Vote            | %               |
| ------------------------ | --------------- | --------------- |
| Maurice Désy (Sortant)   | Sans opposition | Sans opposition |

### Lanoraie
| Partis | Partis                    | Candidats pour la mairie     | Vote            | %               |
| ------ | ------------------------- | ---------------------------- | --------------- | --------------- |
|        | Équipe Jacinthe Brissette | Jacinthe Brisette (Sortante) | Sans opposition | Sans opposition |

### Lavaltrie
| Partis                         | Partis           | Candidats pour la mairie   | Vote  | %    |
| ------------------------------ | ---------------- | -------------------------- | ----- | ---- |
|                                | Parti lavaltrois | Jean Claude Gravel         | 2 550 | 61,5 |
|                                | Action Lavaltrie | Norman Blackburn (Sortant) | 1 594 | 38,5 |
| Taux de participation : 43,6 % |                  |                            |       |      |

### Mandeville
| Candidats pour la mairie     | Vote            | %               |
| ---------------------------- | --------------- | --------------- |
| Francine Bergeron (Sortante) | Sans opposition | Sans opposition |

### Mascouche
| Partis                         | Partis                                   | Candidats pour la mairie   | Vote  | %    |
| ------------------------------ | ---------------------------------------- | -------------------------- | ----- | ---- |
|                                | Équipe Marcotte - Ralliement Mascouche   | Richard Marcotte (Sortant) | 7 189 | 53,4 |
|                                | Horizon Mascouche - Équipe Serge Hamelin | Serge Hamelin              | 6 262 | 46,6 |
| Taux de participation : 47,0 % |                                          |                            |       |      |

Élection partielle au poste de maire le 18 décembre 2012.
- Déclenchée en raison de la démission du maire Richard Marcotte, le 30 novembre 2012, alors aux prises avec des démêlés judiciaires. La conseillère #2, Lise Gagnon, assure l'intérim à titre de pro-maire[2].
- Élection de Denise Paquette, conseillère #8, au poste de mairesse par intérim après des membres du conseil municipal[1].

| Candidats pour la mairie                    | Vote | %    |
| ------------------------------------------- | ---- | ---- |
| Denise Paquette (Sortante d'un autre poste) | 5    | 62,5 |
| Lise Gagnon (Sortante d'un autre poste)     | 3    | 37,5 |
| Nombre d'électeurs inscrits : 8             |      |      |

### Notre-Dame-de-la-Merci
| Julien Alarie (Sortant)        | 359 | 69,7 |
| Paul Kotoff                    | 156 | 30,3 |
| Taux de participation : 52,1 % |     |      |

### Notre-Dame-de-Lourdes
| Céline Geoffroy                | 350 | 41,4 |
| Daniel Arseneault (Sotant)     | 253 | 29,9 |
| André St-Georges               | 242 | 28,6 |
| Taux de participation : 44,7 % |     |      |

### Notre-Dame-des-Prairies
| Alain Larue (Sortant)          | 1 636 | 52,4 |
| Clairette Casaubon             | 1 487 | 47,6 |
| Taux de participation : 44,9 % |       |      |

### Rawdon
| Partis                         | Partis        | Candidats pour la mairie | Vote  | %    |
| ------------------------------ | ------------- | ------------------------ | ----- | ---- |
|                                | Option Rawdon | Jacques Beauregard       | 2 582 | 58,6 |
|                                | Équipe Major  | Louise Major (Sortante)  | 1 823 | 41,4 |
| Taux de participation : 55,5 % |               |                          |       |      |

### Repentigny
| Partis                         | Partis                                      | Candidats pour la mairie     | Vote   | %    |
| ------------------------------ | ------------------------------------------- | ---------------------------- | ------ | ---- |
|                                | Équipe Deschamps                            | Chantal Deschamps (Sortante) | 12 236 | 44,9 |
|                                | Parti démocratique de Repentigny-Le Gardeur | Jean Langlois                | 10 091 | 37,0 |
|                                | Parti des contribuables de Repentigny       | Michel Carignan              | 4 952  | 18,2 |
| Taux de participation : 45,0 % |                                             |                              |        |      |

### Saint-Alexis(paroisse)
| Candidats pour la mairie   | Vote            | %               |
| -------------------------- | --------------- | --------------- |
| Robert Perreault (Sortant) | Sans opposition | Sans opposition |

### Saint-Alexis(ville)
| Candidats pour la mairie | Vote            | %               |
| ------------------------ | --------------- | --------------- |
| Adélard Éthier (Sortant) | Sans opposition | Sans opposition |

### Saint-Alphonse-Rodriguez
| Partis                         | Partis             | Candidats pour la mairie    | Vote  | %    |
| ------------------------------ | ------------------ | --------------------------- | ----- | ---- |
|                                | Action St-Alphonse | Robert W. Desnoyers         | 1 245 | 68,9 |
|                                | Équipe Lebeau      | Louis-Yves Lebeau (Sortant) | 514   | 28,4 |
|                                | Indépendant        | Robert Boucher              | 48    | 2,7  |
| Taux de participation : 62,9 % |                    |                             |       |      |

### Saint-Ambroise-de-Kildare
| Candidats pour la mairie      | Vote            | %               |
| ----------------------------- | --------------- | --------------- |
| François Desrochers (Sortant) | Sans opposition | Sans opposition |

### Saint-Barthélemy
| Partis                         | Partis            | Candidats pour la mairie | Vote | %    |
| ------------------------------ | ----------------- | ------------------------ | ---- | ---- |
|                                | Équipe Roy        | Pierre Roy               | 513  | 57,8 |
|                                | Équipe Laurendeau | Jean-Guy Laurendeau      | 375  | 42,2 |
| Taux de participation : 55,0 % |                   |                          |      |      |

### Saint-Calixte
| Partis                         | Partis                                                        | Candidats pour la mairie | Vote  | %    |
| ------------------------------ | ------------------------------------------------------------- | ------------------------ | ----- | ---- |
|                                | Louis-Charles Thouin et son équipe - union pour le changement | Louis-Charles Thouin     | 1 227 | 56,4 |
|                                | Parti gestion démocratique                                    | Clément Charest          | 583   | 26,8 |
|                                | Voix des citoyens(nes) - Équipe André Ricard                  | André Ricard             | 232   | 10,7 |
|                                | Pro-calixtien - Équipe Johanne Cloutier                       | Johanne Cloutier         | 133   | 6,1  |
| Taux de participation : 47,4 % |                                                               |                          |       |      |

### Saint-Charles-Borromée
| Candidats pour la mairie | Vote            | %               |
| ------------------------ | --------------- | --------------- |
| André Hénault (Sortant)  | Sans opposition | Sans opposition |

### Saint-Cléophas-de-Brandon
| Candidats pour la mairie | Vote            | %               |
| ------------------------ | --------------- | --------------- |
| Denis Gamelin (Sortant)  | Sans opposition | Sans opposition |

### Saint-Côme
| Partis                         | Partis         | Candidats pour la mairie  | Vote | %    |
| ------------------------------ | -------------- | ------------------------- | ---- | ---- |
|                                | Équipe Breault | Jocelyn Breault (Sortant) | 895  | 86,2 |
|                                | Indépendant    | Bruno Ménard              | 143  | 13,8 |
| Taux de participation : 48,4 % |                |                           |      |      |

### Saint-Cuthbert
| Candidats pour la mairie | Vote            | %               |
| ------------------------ | --------------- | --------------- |
| Bruno Vadnais (Sortant)  | Sans opposition | Sans opposition |

### Saint-Damien
| Partis                         | Partis              | Candidats pour la mairie | Vote | %    |
| ------------------------------ | ------------------- | ------------------------ | ---- | ---- |
|                                | Vision St-Damien    | Yves Giard               | 468  | 42,2 |
|                                | Action Saint-Damien | Joscelyne Morrissette    | 453  | 40,8 |
|                                | Indépendant         | Renée Brunelle           | 188  | 17,0 |
| Taux de participation : 56,3 % |                     |                          |      |      |

### Saint-Didace
| Partis                         | Partis           | Candidats pour la mairie       | Vote | %    |
| ------------------------------ | ---------------- | ------------------------------ | ---- | ---- |
|                                | Indépendant      | Guy Desjarlais                 | 236  | 53,9 |
|                                | Vision St-Didace | Isabelle Villeneuve (Sortante) | 202  | 46,1 |
| Taux de participation : 62,2 % |                  |                                |      |      |

### Saint-Donat
| Partis                            | Partis                      | Candidats pour la mairie | Vote  | %     |
| --------------------------------- | --------------------------- | ------------------------ | ----- | ----- |
|                                   | Équipe Bénard               | Richard Bénard (Sortant) | 1 617 | 56,80 |
|                                   | Équipe Jean-Marc Desrochers | Jean-Marc Desrochers     | 1 230 | 43,20 |
| Nombre d'électeurs inscrits : n/d |                             |                          |       |       |

### Saint-Esprit
| Candidats pour la mairie | Vote            | %               |
| ------------------------ | --------------- | --------------- |
| Michel Brisson           | Sans opposition | Sans opposition |

### Saint-Félix-de-Valois
| Partis                         | Partis                    | Candidats pour la mairie    | Vote  | %    |
| ------------------------------ | ------------------------- | --------------------------- | ----- | ---- |
|                                | Indépendant               | Claude Landreville          | 1 962 | 86,0 |
|                                | Vision future Saint-Félix | Gilles Fréchette (Sortante) | 319   | 14,0 |
| Taux de participation : 50,3 % |                           |                             |       |      |

- Gyslain Loyer, conseiller #2, devient maire de Saint-Félix-de-Valois en 2010 à la suite du décès du maire Claude Landreville en février 2010[3].

### Saint-Gabriel
| Partis                         | Partis               | Candidats pour la mairie | Vote | %    |
| ------------------------------ | -------------------- | ------------------------ | ---- | ---- |
|                                | Équipe Gaétan Gravel | Gaétan Gravel (Sortant)  | 977  | 96,0 |
|                                | Indépendant          | Marc Poliquin            | 30   | 2,9  |
|                                | Indépendant          | Patrick Matusiak         | 11   | 1,1  |
| Taux de participation : 45,0 % |                      |                          |      |      |

### Saint-Gabriel-de-Brandon
| Partis | Partis            | Candidats pour la mairie  | Vote            | %               |
| ------ | ----------------- | ------------------------- | --------------- | --------------- |
|        | Équipe Desrosiers | Roch Desrosiers (Sortant) | Sans opposition | Sans opposition |

### Saint-Ignace-de-Loyola
| Candidats pour la mairie       | Vote | %    |
| ------------------------------ | ---- | ---- |
| Jean-Luc Barthe                | 757  | 65,1 |
| Yvan Laforest                  | 405  | 34,9 |
| Taux de participation : 69,6 % |      |      |

### Saint-Jacques
| Candidats pour la mairie  | Vote            | %               |
| ------------------------- | --------------- | --------------- |
| Pierre Beaulieu (Sortant) | Sans opposition | Sans opposition |

### Saint-Jean-de-Matha
| Partis                       | Partis                   | Candidats pour la mairie    | Vote  | %    |
| ---------------------------- | ------------------------ | --------------------------- | ----- | ---- |
|                              | Équipe Normand Champagne | Normand Champagne (Sortant) | 1 137 | 72,1 |
|                              | Indépendant              | Jean-Claude Dufour          | 440   | 27,9 |
| Taux de participation : 40,4 |                          |                             |       |      |

### Saint-Liguori
| Candidats pour la mairie       | Vote | %    |
| ------------------------------ | ---- | ---- |
| Serge Rivest (Sortant)         | 532  | 55,5 |
| Alain Grenier                  | 427  | 44,5 |
| Taux de participation : 64,3 % |      |      |

### Saint-Lin-Laurentides
| Partis                         | Partis              | Candidats pour la mairie | Vote  | %    |
| ------------------------------ | ------------------- | ------------------------ | ----- | ---- |
|                                | Parti André Auger   | André Auger (Sortant)    | 2 506 | 57,5 |
|                                | Équipe Robert Jobin | Robert Jobin             | 1 855 | 42,5 |
| Taux de participation : 38,3 % |                     |                          |       |      |

### Saint-Michel-des-Saints
| Candidats pour la mairie        | Vote            | %               |
| ------------------------------- | --------------- | --------------- |
| Jean-Pierre Bellerose (Sortant) | Sans opposition | Sans opposition |

### Saint-Norbert
| Candidats pour la mairie       | Vote | %    |
| ------------------------------ | ---- | ---- |
| André Dauphin (Sortant)        | 241  | 70,1 |
| Nathalie Dumont                | 103  | 29,9 |
| Taux de participation : 41,3 % |      |      |

### Saint-Paul
| Partis | Partis           | Candidats pour la mairie  | Vote            | %               |
| ------ | ---------------- | ------------------------- | --------------- | --------------- |
|        | Équipe Bellemare | Alain Bellemare (Sortant) | Sans opposition | Sans opposition |

### Saint-Pierre
| Candidats pour la mairie | Vote            | %               |
| ------------------------ | --------------- | --------------- |
| Roland Charest (Sortant) | Sans opposition | Sans opposition |

### Saint-Roch-de-l'Achigan
| Candidats pour la mairie       | Vote | %    |
| ------------------------------ | ---- | ---- |
| George Locas                   | 658  | 39,1 |
| Daniel Marien                  | 560  | 33,3 |
| Sylvain Beauchamp              | 372  | 22,1 |
| Louise Vendette                | 94   | 5,6  |
| Taux de participation : 46,2 % |      |      |

### Saint-Roch-Ouest
| Candidats pour la mairie | Vote            | %               |
| ------------------------ | --------------- | --------------- |
| Claude Mercier (Sortant) | Sans opposition | Sans opposition |

### Saint-Sulpice
| Partis                         | Partis                    | Candidats pour la mairie   | Vote | %    |
| ------------------------------ | ------------------------- | -------------------------- | ---- | ---- |
|                                | Équipe action St-Sulpice  | Jean Gendron               | 853  | 57,2 |
|                                | L'Équipe Michel Champagne | Michel Champagne (Sortant) | 638  | 42,8 |
| Taux de participation : 60,4 % |                           |                            |      |      |

Élection partielle au poste de maire en été-automne 2012
- Déclenchée en raison du décès du maire Jean Gendron le 18 juillet 2012[4].
- Michel Champagne, précédemment maire de Saint-Sulpice, redevient maire de la municipalité.

### Saint-Thomas
| Candidats pour la mairie | Vote            | %               |
| ------------------------ | --------------- | --------------- |
| René Vincent (Sortant)   | Sans opposition | Sans opposition |

- Marc Corriveau, conseiller #2, devient maire de Saint-Thomas en cours de mandat[Quand ?].

### Saint-Zénon
| Partis                         | Partis                   | Candidats pour la mairie | Vote | %    |
| ------------------------------ | ------------------------ | ------------------------ | ---- | ---- |
|                                | Équipe Eddy St-Georges   | Eddy St-Georges          | 303  | 37,9 |
|                                | Équipe Marcellin Rondeau | Marcellin Rondeau        | 231  | 28,9 |
|                                | Indépendant              | Henriette Durand Rondeau | 185  | 23,1 |
|                                | Indépendant              | Paul Baril               | 81   | 10,1 |
| Taux de participation : 65,0 % |                          |                          |      |      |

### Sainte-Béatrix
| Candidats pour la mairie       | Vote | %    |
| ------------------------------ | ---- | ---- |
| Normand Montagne               | 472  | 55,4 |
| Normand Laporte                | 380  | 44,6 |
| Taux de participation : 55,1 % |      |      |

### Sainte-Élisabeth
| Candidats pour la mairie | Vote            | %               |
| ------------------------ | --------------- | --------------- |
| Mario Houle (Sortant)    | Sans opposition | Sans opposition |

### Sainte-Émélie-de-l'Énergie
| Candidats pour la mairie       | Vote | %    |
| ------------------------------ | ---- | ---- |
| Atchez Arbour                  | 750  | 75,6 |
| Lyne Marcil (Sortante)         | 242  | 24,4 |
| Taux de participation : 67,5 % |      |      |

### Sainte-Geneviève-de-Berthier
| Partis | Partis                | Candidats pour la mairie | Vote            | %               |
| ------ | --------------------- | ------------------------ | --------------- | --------------- |
|        | Équipe Richard Giroux | Richard Giroux (Sortant) | Sans opposition | Sans opposition |

### Sainte-Julienne
| Partis                         | Partis                                          | Candidats pour la mairie  | Vote  | %    |
| ------------------------------ | ----------------------------------------------- | ------------------------- | ----- | ---- |
|                                | Équipe Marcel Jetté                             | Marcel Jetté              | 1 733 | 46,0 |
|                                | Action vision Sainte-Julienne - Équipe Mireault | Pierre Mireault (Sortant) | 768   | 20,4 |
|                                | Progrès Sainte-Julienne - Équipe Claude Roy     | Claude Roy                | 719   | 19,1 |
|                                | Parti des citoyens de Sainte-Julienne           | Danielle Bédard           | 327   | 8,7  |
|                                | Indépendant                                     | Nicole Sabourin           | 217   | 5,8  |
| Taux de participation : 56,0 % |                                                 |                           |       |      |

### Sainte-Marcelline-de-Kildare
| Partis                         | Partis             | Candidats pour la mairie | Vote | %    |
| ------------------------------ | ------------------ | ------------------------ | ---- | ---- |
|                                | Indépendant        | Gaétan Morin (Sortant)   | 452  | 55,0 |
|                                | Équipe Martin Malo | Martin Malo              | 370  | 45,0 |
| Taux de participation : 65,0 % |                    |                          |      |      |

### Sainte-Marie-Salomé
| Candidats pour la mairie  | Vote            | %               |
| ------------------------- | --------------- | --------------- |
| Maurice Richard (Sortant) | Sans opposition | Sans opposition |

### Sainte-Mélanie
| Candidats pour la mairie       | Vote | %    |
| ------------------------------ | ---- | ---- |
| Yves Beaulieu (Sortant)        | 580  | 66,8 |
| Anne-Marie Cordeau             | 288  | 33,2 |
| Taux de participation : 38,4 % |      |      |

### Terrebonne
| Partis                         | Partis               | Candidats pour la mairie       | Vote   | %    |
| ------------------------------ | -------------------- | ------------------------------ | ------ | ---- |
|                                | Équipe Robitaille    | Jean-Marc Robitaille (Sortant) | 17 431 | 68,8 |
|                                | Renouveau Terrebonne | Sylvain Lessard                | 7 918  | 31,2 |
| Taux de participation : 34,8 % |                      |                                |        |      |